# GeForce 10
GeForce 10 Series — семейство графических процессоров NVIDIA, используемых в настольных компьютерах и ноутбуках. Чипы семейства GeForce 10 основаны на новой архитектуре Pascal, названной в честь французского математика, физика, философа Блеза Паскаля. Первые две модели, GeForce GTX 1080 и GeForce GTX 1070, были представлены в начале мая 2016 года. Выход состоялся 27 мая и 10 июня 2016 соответственно. По сравнению с предыдущей микроархитектурой Maxwell прирост производительности в компьютерных играх и программах составил около 40 %.

## История
8 июля 2016 года была представлена видеокарта среднего ценового диапазона GeForce GTX 1060, сопоставимая по производительности с GeForce GTX 970, но потребляющая намного меньше энергии.
22 июля 2016 года компания NVIDIA представила профессиональную видеокарту NVIDIA TITAN X (Pascal) (не путать с видеокартой предыдущего поколения GeForce GTX Titan X (GM200), однако она не относится к игровой серии видеокарт, несмотря на то, что основана на новом флагманском чипе GP102. Однако по обещаниям компании в дальнейшем должен выйти игровой аналог новинки.
Видеокарты GeForce GTX 1050 и GTX 1050 Ti имеют референсный дизайн, но они не имеют официальной даты анонса, есть дата начала продаж — 25 октября 2016 года. Дата выхода видеокарт зависит от сроков, в которые партнёры NVIDIA смогут выпустить модельный ряд видеокарт своего дизайна.
18 августа 2016 года компания NVIDIA анонсировала новую видеокарту — GeForce GTX 1060 3GB. Отличие от оригинальной GeForce GTX 1060 заключается не только в двукратном сокращении объёма видеопамяти, но и в сокращении числа потоковых процессоров. 27 декабря 2017 года была представлена одноимённая модель, оснащённая 5 Гбайтами памяти, которая предназначена исключительно для азиатского рынка. Кроме урезанного объёма памяти была урезана ширина шины памяти до 160 бит.
1 марта 2017 года в ходе мероприятия GDC 2017 компания NVIDIA представила видеокарту GeForce GTX 1080 Ti, которую глава компании назвал самым мощным игровым графическим ускорителем в мире. По словам NVIDIA, новинка на 35 % производительнее GeForce GTX 1080 и обходит даже Titan X Pascal. Дата начала продаж — 10 марта.
6 апреля 2017 года компания NVIDIA выпустила новую видеокарту — NVIDIA TITAN Xp. Дело в том, что новая видеокарта GeForce GTX 1080 Ti оказалась производительнее TITAN X, несмотря на цену $700 против $1200 соответственно. Чтобы исправить данное недоразумение, была выпущена новинка, в которой разблокированы все потоковые процессоры чипа GP102, а их насчитывается 3840 штук.
17 мая 2017 года была анонсирована видеокарта начального уровня GeForce GT 1030, которая базируется на новом чипе GP108. В начале марта 2018 года было обнаружено, что некоторые партнёры NVIDIA (в том числе, MSI, Gigabyte и Palit) выпускают видеокарты, оснащённые видеопамятью стандарта DDR4, которая обеспечивает втрое меньшую пропускную способность памяти, чем у референсной модели NVIDIA GeForce GT 1030. Они также обладают заниженными тактовыми частотами, что обеспечивает сниженное энергопотребление.
21 мая 2018 года прошел «тихий анонс» новой видеокарты GeForce GTX 1050 3GB, которая обладает всеми 768 ядрами CUDA, но при этом объём памяти и разрядность шины сокращены до 3072 Мбайт и 96 бит соответственно. В качестве компенсации новинка обладает более высокими тактовыми частотами.

## Архитектура[10]
Новые возможности в GP10x:
- возможность вычислений CUDA 6.0 (только на чипе GP100), 6.1 (на чипах GP102, GP104, GP106, GP107, GP108);
- интерфейс DisplayPort 1.4;
- интерфейс HDMI 2.0b;
- четвёртое поколение технологии Delta Color Compression, которая сжимает данные для увеличения пропускной способности памяти.
- функции аппаратного ускорения декодирования видео PureVideo, поддержка HEVC HDR10 (10 bit), HDR12 (12 bit) (GM200 и GM204 не имеют этой функции);
- поддержка технологии HDCP 2.2 для 4K Контента, защищённого DRM воспроизведения и потоковой передачи данных (GM200 и GM204 не поддерживает HDCP 2.2, в отличие от GM206);
- NVENC HEVC HDR10 10 bit аппаратное декодирование;
- GPU Boost 3.0;
- Simultaneous Multi-Projection;
- новый контроллер памяти GDDR5X и поддержка стандарта GDDR5 (GP102, GP104);
- впервые использовалась память стандарта HBM2 в старшем чипе GP100;
- динамическая балансировка нагрузки системы планирования. Благодаря поддержке асинхронных вычислений архитектура Pascal может заниматься несколькими процессами одновременно, что позволяет максимально загрузить GPU;
- тройная буферизация реализована на уровне драйвера. Компания NVIDIA называет это решение «Fast Sync».

Начиная с Windows 10 версии 2004, появилась поддержка использования аппаратного планировщика видеокарты для уменьшения задержек и повышения производительности, что требует драйвера уровня WDDM 2.7.

## Технические характеристики
| Модель                                          | GT 1010                                           | GT 1030                                           | GT 1030                                           | GTX 1050                                          | GTX 1050                                          | GTX 1050 Ti                                       | GTX 1060                                          | GTX 1060                                          | GTX 1060                                          | GTX 1060                                          | GTX 1070                                          | GTX 1070 Ti                                       | GTX 1080                                          | GTX 1080 Ti                                       | TITAN X                                           | TITAN Xp                                          |
| Модель                                          | GT 1010                                           | DDR4                                              | GDDR5                                             | 2GB                                               | 3GB                                               | GTX 1050 Ti                                       | 3GB                                               | 5GB                                               | 6GB                                               | GDDR5X                                            | GTX 1070                                          | GTX 1070 Ti                                       | GTX 1080                                          | GTX 1080 Ti                                       | TITAN X                                           | TITAN Xp                                          |
| ----------------------------------------------- | ------------------------------------------------- | ------------------------------------------------- | ------------------------------------------------- | ------------------------------------------------- | ------------------------------------------------- | ------------------------------------------------- | ------------------------------------------------- | ------------------------------------------------- | ------------------------------------------------- | ------------------------------------------------- | ------------------------------------------------- | ------------------------------------------------- | ------------------------------------------------- | ------------------------------------------------- | ------------------------------------------------- | ------------------------------------------------- |
| Дата выхода                                     | 13.01.2021                                        | 12.03.2018                                        | 17.05.2017                                        | 25.10.2016                                        | 21.05.2018                                        | 25.10.2016                                        | 18.08.2016                                        | 26.12.2017                                        | 08.07.2016                                        | 18.10.2018                                        | 10.06.2016                                        | 02.11.2017                                        | 27.05.2016                                        | 10.03.2017                                        | 02.08.2016                                        | 06.04.2017                                        |
| GPU                                             | GP108                                             | GP108                                             | GP108                                             | GP107                                             | GP107                                             | GP107                                             | GP106                                             | GP106                                             | GP106                                             | GP106                                             | GP104                                             | GP104                                             | GP104                                             | GP102                                             | GP102                                             | GP102                                             |
| Технологический процесс изготовления            | Samsung 14-нм                                     | Samsung 14-нм                                     | Samsung 14-нм                                     | Samsung 14-нм                                     | Samsung 14-нм                                     | Samsung 14-нм                                     | TSMC 16-нм                                        | TSMC 16-нм                                        | TSMC 16-нм                                        | TSMC 16-нм                                        | TSMC 16-нм                                        | TSMC 16-нм                                        | TSMC 16-нм                                        | TSMC 16-нм                                        | TSMC 16-нм                                        | TSMC 16-нм                                        |
| Площадь кристалла, мм²                          | 71                                                | 71                                                | 71                                                | 135                                               | 135                                               | 135                                               | 200                                               | 200                                               | 200                                               | 200                                               | 314                                               | 314                                               | 314                                               | 471                                               | 471                                               | 471                                               |
| Количество транзисторов, млрд                   | 1,8                                               | 1,8                                               | 1,8                                               | 3,3                                               | 3,3                                               | 3,3                                               | 4,4                                               | 4,4                                               | 4,4                                               | 4,4                                               | 7,2                                               | 7,2                                               | 7,2                                               | 12,0                                              | 12,0                                              | 12,0                                              |
| Количество скалярных процессоров (ядер CUDA)    | 256                                               | 384                                               | 384                                               | 640                                               | 768                                               | 768                                               | 1152                                              | 1280                                              | 1280                                              | 1280                                              | 1920                                              | 2432                                              | 2560                                              | 3584                                              | 3584                                              | 3840                                              |
| Количество кластеров обработки графики (GPC)    | 1                                                 | 1                                                 | 1                                                 | 2                                                 | 2                                                 | 2                                                 | 2                                                 | 2                                                 | 2                                                 | 2                                                 | 3                                                 | 4                                                 | 4                                                 | 6                                                 | 6                                                 | 6                                                 |
| Количество блоков мультипроцессоров (SM)        | 2                                                 | 3                                                 | 3                                                 | 5                                                 | 6                                                 | 6                                                 | 9                                                 | 10                                                | 10                                                | 10                                                | 15                                                | 19                                                | 20                                                | 28                                                | 28                                                | 30                                                |
| Количество текстурных блоков (TMU)              | 16                                                | 24                                                | 24                                                | 40                                                | 48                                                | 48                                                | 72                                                | 80                                                | 80                                                | 80                                                | 120                                               | 154                                               | 160                                               | 224                                               | 224                                               | 240                                               |
| Количество блоков растеризации (ROP)            | 16                                                | 16                                                | 16                                                | 32                                                | 24                                                | 32                                                | 48                                                | 48                                                | 48                                                | 48                                                | 64                                                | 64                                                | 64                                                | 88                                                | 96                                                | 96                                                |
| Заполнение сцены, млрд пикс/с                   | 23,4                                              | 18,4                                              | 19,6                                              | 43,3                                              | 33,4                                              | 41,2                                              | 72,2                                              | 72,2                                              | 72,2                                              | 72,2                                              | 96,4                                              | 102,8                                             | 102,8                                             | 130,2                                             | 136,0                                             | 142,0                                             |
| Заполнение сцены, млрд текс/с                   | 23,4                                              | 27,6                                              | 29,4                                              | 54,1                                              | 66,8                                              | 61,9                                              | 108,4                                             | 120,4                                             | 120,4                                             | 120,4                                             | 180,7                                             | 247,4                                             | 257,1                                             | 331,5                                             | 317,4                                             | 355,2                                             |
| Объём кэша L2, КБ                               | 256                                               | 512                                               | 512                                               | 1024                                              | 768                                               | 1024                                              | 1536                                              | 1280                                              | 1536                                              | 1536                                              | 2048                                              | 2048                                              | 2048                                              | 2816                                              | 3072                                              | 3072                                              |
| Разрядность шины видеопамяти, бит               | 64                                                | 64                                                | 64                                                | 128                                               | 96                                                | 128                                               | 192                                               | 160                                               | 192                                               | 192                                               | 256                                               | 256                                               | 256                                               | 352                                               | 384                                               | 384                                               |
| Стандарт видеопамяти                            | GDDR5                                             | DDR4                                              | GDDR5                                             | GDDR5                                             | GDDR5                                             | GDDR5                                             | GDDR5                                             | GDDR5                                             | GDDR5                                             | GDDR5X                                            | GDDR5                                             | GDDR5                                             | GDDR5X                                            | GDDR5X                                            | GDDR5X                                            | GDDR5X                                            |
| Объём видеопамяти, ГБ                           | 2                                                 | 2                                                 | 2                                                 | 2                                                 | 3                                                 | 4                                                 | 3                                                 | 5                                                 | 6                                                 | 6                                                 | 8                                                 | 8                                                 | 8                                                 | 11                                                | 12                                                | 12                                                |
| Пропускная способность шины памяти, ГБ/с        | 48,0                                              | 16,8                                              | 48,0                                              | 112,0                                             | 84,0                                              | 112,0                                             | 192,2                                             | 160,2                                             | 192,2                                             | ?                                                 | 256,3                                             | 256,3                                             | 320,3                                             | 484,0                                             | 480,4                                             | 547,7                                             |
| Интерфейс                                       | PCI Express 3.0 x4                                | PCI Express 3.0 x4                                | PCI Express 3.0 x4                                | PCI Express 3.0 x16                               | PCI Express 3.0 x16                               | PCI Express 3.0 x16                               | PCI Express 3.0 x16                               | PCI Express 3.0 x16                               | PCI Express 3.0 x16                               | PCI Express 3.0 x16                               | PCI Express 3.0 x16                               | PCI Express 3.0 x16                               | PCI Express 3.0 x16                               | PCI Express 3.0 x16                               | PCI Express 3.0 x16                               | PCI Express 3.0 x16                               |
| Энергопотребление, Вт                           | 30                                                | 20                                                | 30                                                | 75                                                | 75                                                | 75                                                | 120                                               | 120                                               | 120                                               | 120                                               | 150                                               | 180                                               | 180                                               | 250                                               | 250                                               | 250                                               |
| Частота ядра, МГц                               | 1228                                              | 1152                                              | 1228                                              | 1354                                              | 1392                                              | 1290                                              | 1506                                              | 1506                                              | 1506                                              | 1506                                              | 1506                                              | 1607                                              | 1607                                              | 1480                                              | 1417                                              | 1480                                              |
| Частота в режиме Turbo Boost, МГц               | 1468                                              | 1379                                              | 1468                                              | 1455                                              | 1518                                              | 1392                                              | 1709                                              | 1709                                              | 1709                                              | 1709                                              | 1683                                              | 1683                                              | 1734                                              | 1582                                              | 1531                                              | 1582                                              |
| Реальная (Номинальная) частота видеопамяти, МГц | 1502 (6008)                                       | 1050 (2100)                                       | 1502 (6008)                                       | 1752 (7008)                                       | 1752 (7008)                                       | 1752 (7008)                                       | 2002 (8008)                                       | 2002 (8008)                                       | 2002 (8008)                                       | ?                                                 | 2002 (8008)                                       | 2002 (8008)                                       | 1251 (10008)                                      | 1376 (11008)                                      | 1251 (10008)                                      | 1426 (11408)                                      |
| Производительность FP32, GFLOPS                 | 751,6                                             | 883,9                                             | 942,3                                             | 1733,1                                            | 2138,1                                            | 1981,4                                            | 3469,8                                            | 3855,3                                            | 3855,3                                            | 3855,3                                            | 5783,0                                            | 7816,4                                            | 8227,8                                            | 10608,6                                           | 10157,0                                           | 11366,4                                           |
| Производительность FP64, GFLOPS                 | 31,3                                              | 27,6                                              | 29,4                                              | 54,1                                              | 66,8                                              | 61,9                                              | 108,4                                             | 120,4                                             | 120,4                                             | 120,4                                             | 180,7                                             | 244,2                                             | 257,1                                             | 331,5                                             | 317,4                                             | 355,2                                             |
| Производительность FP16, GFLOPS                 | 11,7                                              | 13,8                                              | 14,7                                              | 27,0                                              | 33,4                                              | 30,9                                              | 54,2                                              | 60,2                                              | 60,2                                              | 60,2                                              | 90,3                                              | 122,1                                             | 128,5                                             | 165,7                                             | 158,7                                             | 177,6                                             |
| Поддержка версий API                            | Direct3D 12_1, OpenGL 4.6, Vulkan 1.2, OpenCL 1.2 | Direct3D 12_1, OpenGL 4.6, Vulkan 1.2, OpenCL 1.2 | Direct3D 12_1, OpenGL 4.6, Vulkan 1.2, OpenCL 1.2 | Direct3D 12_1, OpenGL 4.6, Vulkan 1.2, OpenCL 1.2 | Direct3D 12_1, OpenGL 4.6, Vulkan 1.2, OpenCL 1.2 | Direct3D 12_1, OpenGL 4.6, Vulkan 1.2, OpenCL 1.2 | Direct3D 12_1, OpenGL 4.6, Vulkan 1.2, OpenCL 1.2 | Direct3D 12_1, OpenGL 4.6, Vulkan 1.2, OpenCL 1.2 | Direct3D 12_1, OpenGL 4.6, Vulkan 1.2, OpenCL 1.2 | Direct3D 12_1, OpenGL 4.6, Vulkan 1.2, OpenCL 1.2 | Direct3D 12_1, OpenGL 4.6, Vulkan 1.2, OpenCL 1.2 | Direct3D 12_1, OpenGL 4.6, Vulkan 1.2, OpenCL 1.2 | Direct3D 12_1, OpenGL 4.6, Vulkan 1.2, OpenCL 1.2 | Direct3D 12_1, OpenGL 4.6, Vulkan 1.2, OpenCL 1.2 | Direct3D 12_1, OpenGL 4.6, Vulkan 1.2, OpenCL 1.2 | Direct3D 12_1, OpenGL 4.6, Vulkan 1.2, OpenCL 1.2 |
| Поддержка версии Shader Model                   | Shader Model 6.4                                  | Shader Model 6.4                                  | Shader Model 6.4                                  | Shader Model 6.4                                  | Shader Model 6.4                                  | Shader Model 6.4                                  | Shader Model 6.4                                  | Shader Model 6.4                                  | Shader Model 6.4                                  | Shader Model 6.4                                  | Shader Model 6.4                                  | Shader Model 6.4                                  | Shader Model 6.4                                  | Shader Model 6.4                                  | Shader Model 6.4                                  | Shader Model 6.4                                  |